# Blädderblock

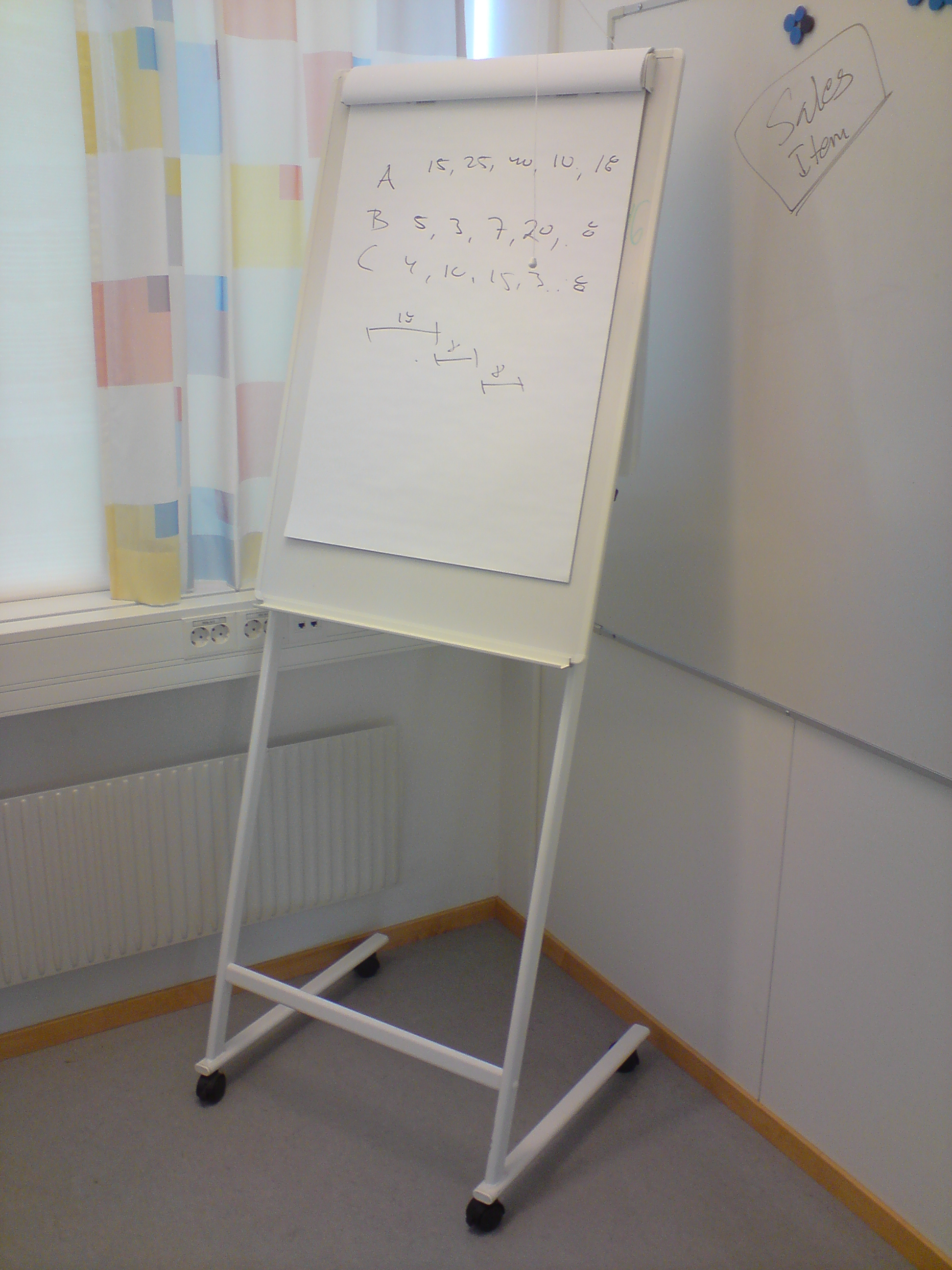
Blädderblock framför whiteboard.

Blädderblock är ett visuellt hjälpmedel vid presentationer inför en grupp av personer. Ett slags ritblock som hängs upp på en ställning liknande ett staffli.  Blädderblocket brukar oftast användas som ett komplement till whiteboard eller svarta tavlan och har delvis ersatts av overheadprojektor och digital projektor.
Till blädderblockens fördelar hör att man inte behöver ha tillgång till el eller fungerande apparater, samt att man kan förbereda och även bläddra tillbaka till sidor man redan använt. Ställningen brukar vara konstruerad så att den enkelt kan flyttas vid behov. Eftersom blädderblocket inte kräver el, kablar, installation eller projektorduk kan det med fördel användas vid tillfälliga presentationer i olika miljöer, såsom omklädningsrum eller utomhusmiljöer.
Till nackdelarna hör att det förbrukar stora mängder papper. Storleken på ett blädderblock brukar vara cirka 50–60 cm i bredd och 70–90 cm i höjd. Till blädderblocket används ofta vattenfasta spritpennor eller liknande.